# Noé Hernández
Noé Hernández Valentin (Chimalhuacán, 15 marzo 1978 – Chimalhuacán, 16 gennaio 2013) è stato un marciatore messicano, vincitore della medaglia d'argento alle Olimpiadi di Sydney 2000 nella 20 km.

## Biografia
Oltre al secondo posto alle Olimpiadi, dove fu battuto di quattro secondi da Robert Korzeniowski, ha ottenuto la vittoria ai Campionati dell'America Centrale del 1999 e il quarto posto ai Campionati del mondo di Parigi 2003, sempre nella 20 km.
Il 30 dicembre 2012 è stato vittima di una sparatoria durante la quale è stato colpito alla testa, perdendo la vista. Dimesso dall'ospedale l'8 gennaio 2013, è deceduto il 16 gennaio 2013 all'età di 34 anni a seguito di un arresto cardiaco.